# Anne Elvebakk
Anne Elisabeth Elvebakk (Voss, 10 de mayo de 1966) es una deportista noruega que compitió en biatlón. Ganó doce medallas en el Campeonato Mundial de Biatlón entre los años 1986 y 1991.

## Palmarés internacional
| Campeonato Mundial | Campeonato Mundial  | Campeonato Mundial | Campeonato Mundial |
| Año                | Lugar               | Medalla            | Prueba             |
| ------------------ | ------------------- | ------------------ | ------------------ |
| 1986               | Falun (Suecia)      | Medalla de bronce  | Relevos            |
| 1987               | Lahti (Finlandia)   | Medalla de bronce  | Velocidad          |
| 1987               | Lahti (Finlandia)   | Medalla de bronce  | Relevos            |
| 1988               | Chamonix (Francia)  | Medalla de oro     | Individual         |
| 1988               | Chamonix (Francia)  | Medalla de plata   | Relevos            |
| 1988               | Chamonix (Francia)  | Medalla de bronce  | Velocidad          |
| 1989               | Feistritz (Austria) | Medalla de oro     | Velocidad          |
| 1989               | Feistritz (Austria) | Medalla de plata   | Individual         |
| 1989               | Feistritz (Austria) | Medalla de plata   | Equipo             |
| 1990               | Minsk (URSS)        | Medalla de oro     | Velocidad          |
| 1990               | Oslo (Noruega)      | Medalla de plata   | Relevos            |
| 1991               | Lahti (Finlandia)   | Medalla de plata   | Relevos            |